# 秋田県道226号脇本脇本停車場線
秋田県道226号脇本脇本停車場線（あきたけんどう226ごう わきもとわきもとていしゃじょうせん）は、秋田県男鹿市を通る一般県道である。

## 概要
男鹿市脇本の日本海海岸沿いから北へ300mの国道101号交点で秋田県道59号男鹿半島線へ合流・直進し、1kmで右折、駅前交差点を左折し、JR東日本 男鹿線 脇本駅に至る。

### 路線データ
- 総延長 : 1.666 km[2]
- 実延長 : 0.661 km[2]
- 起点 : 秋田県男鹿市脇本字脇本26番4（脇本脇本交差点）[3]北緯39度54分14.79秒 東経139度54分2.09秒
- 終点 : 秋田県男鹿市脇本字曲田1番（脇本駅）[3]北緯39度54分53.57秒 東経139度54分10.66秒
- 未供用区間 : なし[2]

## 歴史
- 1959年（昭和34年）2月17日 - 秋田県道に認定される[3]。

## 路線状況

### 重複区間
- 秋田県道59号男鹿半島線（男鹿市脇本脇本字大石館 - 男鹿市脇本脇本打ケ崎）、約1.0 km[2]

### 冬期閉鎖区間
- なし[4]

### 交通不能区間
- なし[5]

## 地理

### 交差する道路
| 施設名         | 接続路線名                       | 備考         | 所在地                                                         |
| -------------- | -------------------------------- | ------------ | -------------------------------------------------------------- |
| 脇本脇本交差点 |                                  | 起点         | 男鹿市脇本字脇本                                               |
|                | 国道101号 秋田県道59号男鹿半島線 | 県道59号終点 | 男鹿市脇本脇本字大石館北緯39度54分23.86秒 東経139度53分59.77秒 |
|                | 秋田県道59号男鹿半島線           |              | 男鹿市脇本脇本打ケ崎北緯39度54分53.53秒 東経139度53分54.72秒   |
| 脇本駅前       |                                  | 終点         | 男鹿市脇本字曲田                                               |

### 沿線の施設

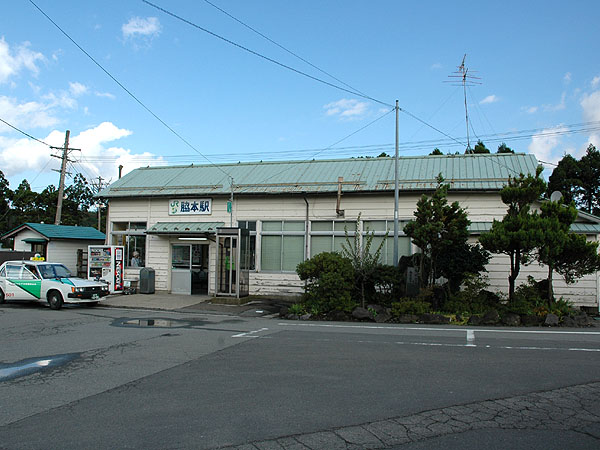
終点・脇本駅

- 東日本旅客鉄道 男鹿線 脇本駅